# Cordulisantosia
Cordulisantosia is een geslacht van libellen (Odonata) uit de familie van de glanslibellen (Corduliidae).

## Soorten
Cordulisantosia omvat 3 soorten:
- Cordulisantosia machadoi (Costa & Santos, 2000)
- Cordulisantosia marshalli (Costa & Santos, 1992)
- Cordulisantosia newtoni (Costa & Santos, 2000)